# 弘前八幡宮
弘前八幡宮（ひろさきはちまんぐう）は、青森県弘前市にある神社。旧社格は県社。

## 祭神
- 応神天皇
- 神功皇后
- 玉依姫命

## 由緒
はじめ、大浦城の城下である大浦郷八幡(元岩木町八幡)にあったものを慶長17年(1612)、弘前藩2代藩主津軽信枚の治世、弘前城の鬼門の押さえとして現在の地に遷座された。

## 文化財

### 国指定重要文化財
- 唐門・本殿